# Douglas Douglas-Hamilton, 14. Duke of Hamilton
Douglas Douglas-Hamilton, 14. Duke of Hamilton KT, GCVO, AFC, PC, DL, FRGS (* 3. Februar 1903 in London; † 30. März 1973 in Edinburgh) war ein britischer Peer, Politiker und Luftfahrtpionier.

## Leben
Douglas-Hamilton war der älteste Sohn von Alfred Douglas-Hamilton, 13. Duke of Hamilton, und dessen Gemahlin Nina Poore. Als Heir apparent seines Vaters führte er ab 1904 den Höflichkeitstitel Marquess of Douglas and Clydesdale. Er besuchte das Eton College und studierte am Christ Church College der Universität Oxford.
Von 1930 bis 1940 war er als Abgeordneter der Scottish Unionist Party für den Wahlkreis East Renfrewshire Mitglied des House of Commons. 1940 erbte er beim Tod seines Vaters dessen Adelstitel als 14. Duke of Hamilton und 11. Duke of Brandon, wurde dadurch Mitglied des House of Lords und schied dazu aus dem House of Commons aus. Sein Nachfolger als Abgeordneter wurde Guy Lloyd.
Douglas-Hamilton war von Kindesbeinen an am Fliegen interessiert und diente daher in der Royal Auxiliary Air Force als Offizier. Als Chefpilot der Houston Everest Expedition war er 1933 der erste Mensch, der den Mount Everest überflog. Die Expedition hatte Percy T. Etherton organisiert und die nationalistische Philanthropin Lady Houston finanziert. Der von dieser Expedition gefertigte Dokumentarfilm Wings Over Everest wurde 1936 mit einem Oscar als bester Kurzfilm ausgezeichnet. Douglas-Hamilton war 1936 der Verfasser des Buches The Pilots' Book of Everest.
Der Duke diente im Zweiten Weltkrieg als Air Commodore bei der Royal Air Force, wo er für die Luftverteidigung im Süden Schottlands zuständig war. Er war seit 1940 Privy Counsellor und von 1940 bis 1964 Lord Steward of the Household.
1941 besuchte er Rudolf Heß in Glasgow, wohin dieser nach einer verunglückten Landung in Schottland gebracht worden war. Heß wollte einen separaten Frieden aushandeln und ging dabei irrtümlich davon aus, dass der Duke, der 1936 während der Olympischen Spiele Berlin besucht hatte, ein Hauptrepräsentant einer Gruppierung im Vereinigten Königreich sei, die in Opposition zu Premierminister Winston Churchill stehe und zu einem Friedensschluss bereit wäre. Um sich zu tarnen, gab Heß sich zunächst als „Alfred Horn, ein Freund des schottischen Herzogs“ aus und offenbarte seine wahre Identität und Absicht erst gegenüber Douglas-Hamilton persönlich. Dieser informierte jedoch Churchill, worauf Heß von den britischen Behörden verhaftet wurde. Wenige Tage danach musste der Duke sich vor dem Unterhaus rechtfertigen und erklären, ob er jemals zuvor Kontakt zu Heß gehabt habe. Er ließ von Sir Archibald Sinclair, Staatssekretär im Luftfahrtministerium, erklären, er habe Rudolf Heß zuvor nicht persönlich gekannt, habe keine Verbindung zu ihm gehabt und ihn nicht sofort als Stellvertreter des Führers identifizieren können.
Nach dem Krieg war Douglas-Hamilton von 1948 bis 1973 als Nachfolger von Stanley Baldwin Kanzler der University of St Andrews sowie Mitglied der Royal Company of Archers und viermal Lord High Commissioner bei der Generalsynode der Church of Scotland. Er war Director von Scottish Aviation und hatte in verschiedenen anderen Unternehmen Ämter inne.

## Familie
Douglas-Hamilton war seit 1937 verheiratet mit Lady Elizabeth Ivy Percy (1916–2008), Tochter des Alan Percy, 8. Duke of Northumberland, mit der er fünf Söhne hatte:
- Angus Douglas-Hamilton, 15. Duke of Hamilton (1938–2010);
- James Douglas-Hamilton, Baron Selkirk of Douglas (1942–2023);
- Lord Hugh Malcolm Douglas-Hamilton (1946–1995);
- Lord Patrick George Douglas-Hamilton (* 1950);
- Lord David Steven Douglas-Hamilton (1952–2020).

## Werke
- mit D.F. MacIntyre: The Pilots' Book of Everest. William Hodge & Co, London/Doubleday, Doran & Co, New York (NY) 1936.